# 10,5 cm schwere Kanone 18
10 cm schwere Kanone 18 (нем. 10-см тяжёлая пушка образца 1918) — немецкое тяжёлое полевое орудие, использовавшееся войсками Германии во Второй Мировой войне.

## Описание

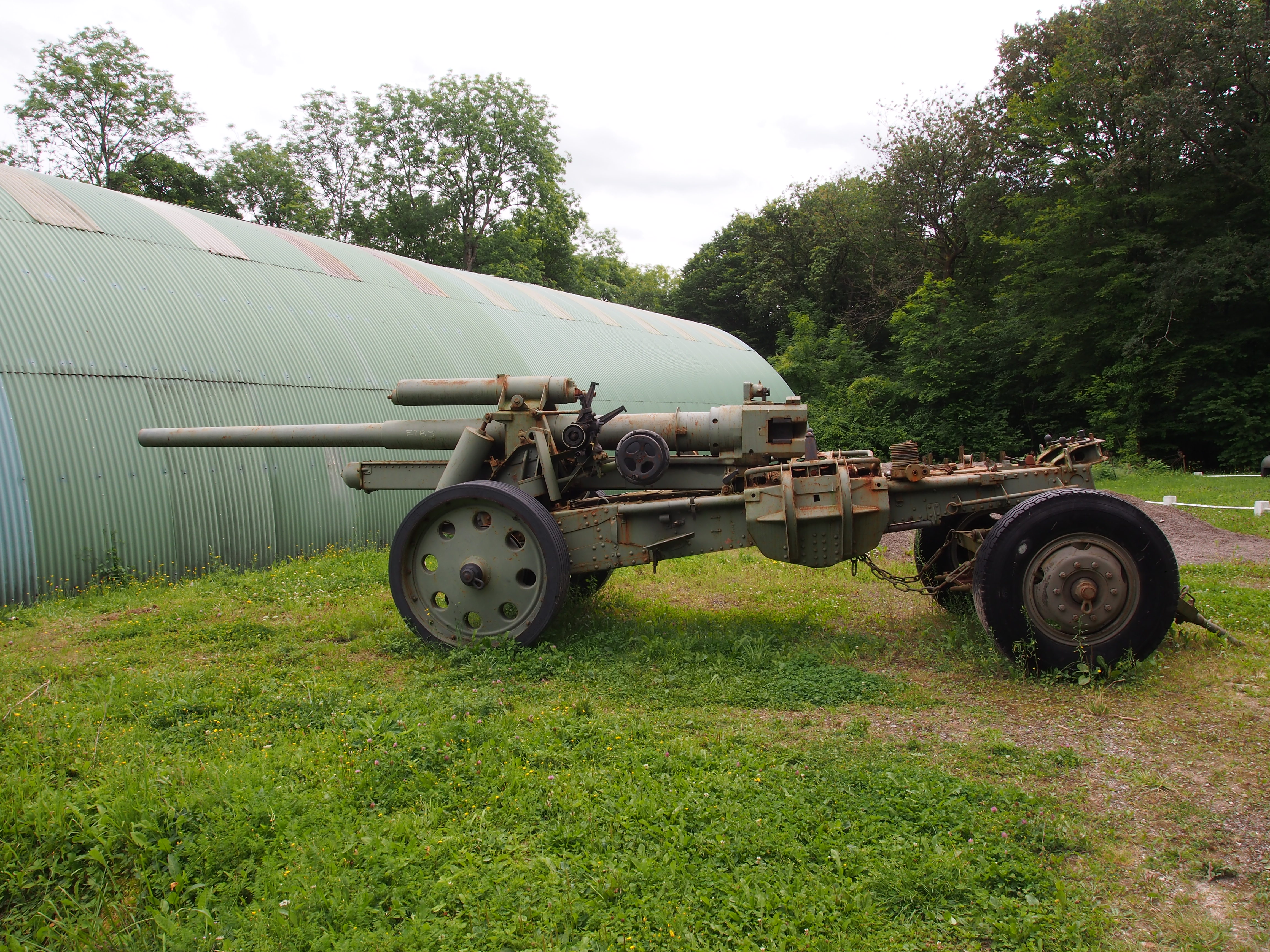
Пушка в походном положении во французском музее

Данное орудие калибра 105 мм должно было стать равноценной заменой любой из гаубиц калибра 15 см (в частности, оно могло бы заменить гаубицу 15 cm sFH 18). Пушка sK 18 по массе была такая же, как и гаубица sFH 18, использовала тот же лафет и перевозилась на том же передке.

## Производство и применение

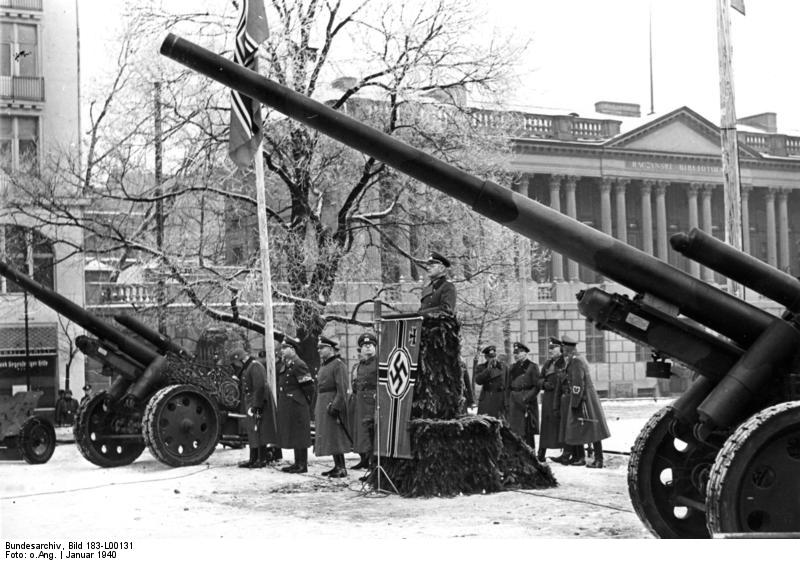
105-мм орудия sK 18 в Познани на церемонии присяги.

В 1926 году разработку орудия начали концерны «Крупп» и «Рейнметалл», в 1930 году они уже подготовили прототипы. Однако испытания орудий состоялись только в 1933–1934 годах. Оба концерна соревновались в борьбе за лицензию на производство, однако вермахт сумел убедить руководителей обеих компаний производить орудие совместно: «Рейнметалл» отвечал за стволы, а «Крупп» за лафеты.
Подобные орудия калибра 105 мм использовались в батареях гаубиц sFH 18, однако чаще всего они встречались в стандартных батареях и линиях береговой обороны. Некоторые из орудий использовались в качестве противотанковых ещё в начале войны на Восточном фронте, будучи на тот момент, наряду с 88-мм зенитками, одними из немногих образцов немецкой артиллерии, способных успешно бороться с танками Т-34 и КВ-1. Всего до 1945 года было произведено около полутора тысяч данных орудий.

## Страны-эксплуатанты
- Нацистская Германия — в течение почти всей Второй мировой войны, от нападения на Польшу до капитуляции.
- Болгария — в 1939 году вместе с другим вооружением немцы поставили болгарской армии партию 105-мм полевых орудий sK-18, выпущенных заводами Круппа. Эти орудия использовались в Болгарии под наименованием Круп Д-56[1].
- СССР — захваченные в течение войны трофейные пушки передавались в соединения РВГК и активно использовались наравне с собственной дальнобойной артиллерией против немецких войск.

После окончания Второй мировой войны некоторое количество трофейных орудий было принято на вооружение армий Албании и Болгарии.